# Астафьевы
Аста́фьевы (Оста́фьевы до XVIII в.) — несколько древних русских дворянских родов, имеющих различное происхождение. 
Наиболее древний род Астафьевых происходит от новгородских бояр. Четыре других рода, относящихся к столбовому дворянству, стали известны в более позднее время и были занесены в «Общий Гербовник дворянских родов Всероссийской Империи»: Общ. герб. ч. IV, № 69; IX, № 73; та же часть, № 113 и ч. XIV, № 12. Характерной геральдической особенностью большинства гербов Астафьевых является изображение в качестве негеральдической фигуры (на щите, в качестве щитодержателя) единорога.  
Один из родов Астафьевых, ведущий родословную от Сорокоумовых-Глебовых, которые восходят к потомку касожского князя Редеди, боярину Михаилу Сорокоуму, внесен в Бархатную книгу.
В Родословной книге князя Петра Долгорукова и Энциклопедии Брокгауза выделяется несколько дворянских родов Астафьевых и их ветвей:
1. Астафьевы ветви дома Сорокоумовых, предок которых пожалован был поместьем от Царя Василия Ивановича Шуйского в 1606 году (Общ. герб. ч. IV, №69). Владели поместьями в Дедиловском и Тульском уездах;
2. Астафьевы, потомки мужа честна Егана Остофа, выехавшего в Великий Новгород в 1452 году. Владели поместьями в Арзамасском и Нижегородском уездах (Общ. герб. ч. XIV, №12);
3. Астафьевы, происходящие из бояр Великого Новгорода. Родоначальником является боярин Евстафий (Остафий) из рода Дворянинцевых. В гербовник род не внесён;
4. Астафьевы, потомки Ивана Табаевича Остафьева, пожалованного поместьем от Царя Михаила Фёдоровича в 1628 году. Владели поместьями в Галичском и Ярославском уездах (Общ. герб. ч. IX, №73). Возможна связь с ветвью арзамасских Астафьевых;
5. Астафьевы, потомки Ивана Агеевича Остафьева. Владели поместьями в Галичском и Московском уездах (Общ. герб. ч. IX, №113). Возможна связь с ветвью (родом) Ивана Табаевича и через него с арзамасскими Астафьевыми.

В силу распространенности данной фамилии затруднительно говорить о едином происхождении всех Астафьевых.
Шестнадцать представителей родов в 1699 году владели населёнными имениями.
Представители фамилии внесены в Родословные книги Дворянских Депутатских собраний в 6-ю часть "Древних благородных дворянских родов, доказательство дворянского достоинства которых восходит за 100 лет, то есть до времени правления императора Петра I".
Фамилия происходит от мужского греческого имени Евстафий и его просторечной формы Астафий (Остафий).   
Служилые люди Астафьевы были жалованы поместными и денежными окладами за службу на разных территориях Русского государства. Они встречаются в документах Новгородской земли, Московского, Тверского, Белёвского, Арзамасского, Рязанского, Дедиловского, Тульского, Соловского, Елецкого, Чернавского и многих других уездов.

## Новгородский боярский род Остафьевых
Является ответвлением знатного новгородского посаднического рода Дворянинцевых. 
Родоначальником боярского рода считается боярин Евстафий (Остафий) Дворянинцев, который был избран тысяцким в Новгороде в 1331 году и состоял в данной должности до 1336 года. Избирался посадником в 1340 и 1344 годах. После литовского вторжения на территорию Великого Новгорода в 1348 году, был обвинен вече в пролитовской позиции и казнен. Брат Евстафия, Александр Дворянинцев, также избирался на должность посадника в 1355 году. 

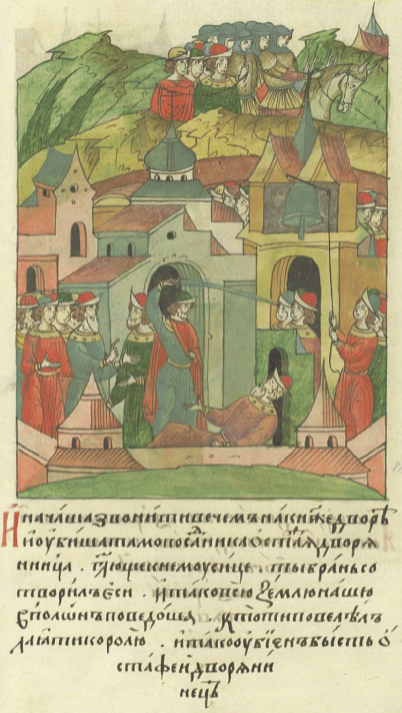
Убийство Остафия Дворянинцева

Сын Евстафия, Варфоломей-Ефрем Остафьевич, сопровождал в 1331 году новгородского архиепископа Григория, ездившего в Новгород-Волынский к архиепископу Феогносту для рукоположения. Афанасий Остафьев в 1475 году был новгородским посадником. Никита Иванович был четвёртым воеводою левой руки войск в казанском походе 1544 году, по реке Оке. В этом же походе Кирилл Никифорович Астафьев был третьим воеводою восьмого сторожевого полка.
В «Общ. герб. двор. росс. родов» данный род не внесен, хотя он упоминается в «Российской Родословной Книге» кн. Петра Долгорукова. 
Потомки данного дворянского рода после присоединения Новгорода к Московскому государству в 1478 году перешли на службу к Москве. В 1487 году, как и многие другие новгородские боярские роды, подверглись переселению на земли Московского Великого княжества.

## Астафьевы потомства Егана Остофа (ОГ. XIV, 12)
Потомки выехавшего в 1452 году из Швеции в Великий Новгород «мужа честна» Егана (Ягана) Остофа, принявшего в крещении имя Иван.  
Внук Егана, Яков Иванович, в 1552 году был послан собирать ясак с областей новопокоренного Казанского ханства. Его вдова, Марфа, владел поместьями в Каширском уезде в 1578 году.  
Из представителей данного рода Григорий Васильевич был воеводой в Космодемьянске (1686), Никита Михайлович был женат на княжне Дарье Никитичной Шаховской, Петр Андреевич служил стольником при Царе Федоре Алексеевиче и был воеводой в Елатьме и Богородске, Никита Андреевич служил стряпчим и стольником в 1678-1688 годах.  
С данным родом предположительно связано происхождение названия села Остафьево и одноименной усадьбы близ Москвы. В 1654-1673 годах Григорий Васильевич Астафьев служил головой московских стрельцов, а его сын, Родион Григорьевич, стольник, стрелецкий полуголова, владел в 1674 году деревней, которая впоследствии получила наименование «Остафьево».
Род записан в VI часть дворянской родословной книги Нижегородской губернии. Из потомков данного рода Алексей и Петр Рафиловичи во второй половине XIX века служили предводителями дворянства по Нижегородскому и Княгининскому уездам. 

Описание герба (блазон):
«В червленном щите серебряный с поднятыми крыльями орел, обращенный вправо, терзает змея натурального цвета. Щит увенчан дворянсим коронованным шлемом. Нашлемник: серебряный с поднятыми крльями орел, обращенный вправо, терзает змея натурального цвета. Намет: червленный с серебром. Щитодержатели: справа - золотой лев, слева - серебряный единорог, оба с червленными глазами и языками».
Герб Высочайше пожалован 10 мая 1889 года.

## Астафьевы ветви Сорокоумовых (ОГ. IV, 69)
Данный род восходит к потомкам Емельяна Михайловича, внука Евстафия Ефанасьевича Глебова (XI колено от Редеди), который первым стал писаться Астафьевым в конце XVI-го века. Его сын, Дорофей Емельянович, московский дворянин, владел поместьем в Тульском уезде, был послан в 1636 году с посольством к Крымскому хану, позже был воеводой в Перми (1640 г.) и осадным головой в Туле (1644-1646 гг.). Старший сын Дорофея, Денис, в 1654-1655 годах был воеводой в Острогожске. Он также упоминается в «Истории России» С.М.Соловьева (т.3, с.36), где говорится, что Денис Астафьев в 1658 году предлагал гетману П. Сапеге перейти на сторону Царя Алексея Михайловича. 
Многие представители данного рода Астафьевых служили московскими и тульскими дворянами, воеводами, стольниками и стряпчими. Из них Петр Большой и Петр Меньшой Васильевичи служили стольниками при Петре Первом. 
При подаче документов в Бархатную книгу в 1686 году была предоставлена совместная родословная роспись дворянских родов Теряевых, Глебовых, Астафьевых и Обедовых, в которой обозначалась связь с потомками московского боярина Михаила Сорокоума. 
Этот род записан в VI часть родословной книги Тульской губернии. Некоторые представители данного рода были внесены в родословную книгу Рязанской губернии. 
В мемуарах Екатерины Домбровской упоминается, что потомство данного рода, владевшее селом Новое в Тульской губернии, пресеклось со смертью бездетной  Варвары Михайловной Астафьевой, в замужестве княжны Гагариной, в 1878 году.  

Описание герба (блазон):
«Щит разделен на четыре части, из коих в первой и четвертой в красном поле изображены Единорог и Лев, бегущие каждой из них к золотому Кресту, который поставлен в верхнем правом углую Во второй и третьей части в голубом поле означены по одной золотой Звезде, а по сторонам их по два серебряных Полумесяца, рогами обращенные один к другому. Щит увенчан обыкновенным дворянским Шлемом с дворянскою на нем Короною. Намет на щите красный, подложенный золотом.
Фамилии Остафьевых, многие Российскому Престолу служили дворянские службы Стольниками, Стряпчими и в иных чинах и жалованы были от Государей в 1606 и других годах поместьями. Все сие доказывается жалованными на поместья грамотами, справкою разрядного Архива и родословною Остафьевых».

## Астафьевы потомства Ивана Табаева (ОГ. IX, 73)
Род потомства галичского сына боярского Ивана Табаева сына Астафьева (Остафьева), жалованного поместьями в 1628 году, служившего по городу Галичу и участвовавшего в Смоленской войне 1632-1634 годов. Был ранен в ходе осады Смоленска.  
Его сын, Пята Иванович, служил в полку Якова Черкасского, участвовал в Государевом походе 1654 годе, во время которого сражался под Шкловом.От второго сына Ивана Табаевича, Богдана, и его жены Афросиньи дочери Травиной, пошел данный род Астафьевых. Его потомки записаны в VI часть родословной книги Костромской губернии. 
Отдельные представители рода также владели поместьями в Ярославской губернии, среди которых Федор Тимофеевич, служивший в Ярославском ополчении в 1812 году.  
Известно, что данный род существует по сегодняшний день. Его представители внесены в Новую Родословную книгу Российского дворянского депутатского собрания в 1991-1996 годах. 

Описание герба (блазон):
«В верхней половине щита, на голубом и красном полях, изображены два серебряных Полумесяца, обращенные рогами один к другому, и между ними золотая шестиугольная Звезда. В нижней золотой половине находится Единорог, бегущий в правую сторону. Щит увенчан дворянским Шлемом и дворянскою Короной со страусиными перьями. Намет на щите красный и голубой, подложенный серебром.
Фамилии Остафьевых, за Иваном Табаевым сыном Остафьевым, в писцовых книгах 1628 и других годах писаны поместья. Потомки сего рода, Остафьевы, Российскому Престолу служили дворянской службой в разных чинах и владели деревнями. Все сие доказывается Архивными справками и копией с определения Костромского Дворянского Депутатского Собрания, о внесении рода Остафьевых в 6-ю часть родословной книги, в число древнего дворянства».

## Астафьевы потомства Ивана Агеевича (ОГ. IX, 113)
Род Астафьевых, потомства Ивана Агеевича Остафьева, жалованного поместьями в 1687 году, занесен во II (до начала XIX в. — в VI) часть родословных книг Владимирской, Костромской и Московской губерний. 
Представителями рода в 1792 году в Московское и Владимирское дворянские депутатские собрания была подана родословная роспись "от Ивана, XVIII-го века". Несмотря на то, что данный род был утверждён в дворянстве и записан в VI часть Московским дворянским собранием, позднее Герольдия Правительствующего сената своим указом не признала его представителей в древнем дворянстве, в результате чего потомки Ивана Агеевича были переписаны во II часть родословных книг.  

Описание герба (блазон):
«В верхней половине щита, на голубом поле, изображена Рука из облака выводящая Меч. В нижней серебряной половине положены Колчан со стрелами и Лук Щит увенчан дворянским Шлемом и дворянскою Короной со страусиными перьями. Намет на щите голубой, подложенный серебром.
Фамилии Остафьевых Ивана Агеевича Остафьева, в 1687 и других годах по разряду писаны в дворянах с поместным окладом. Потомки сего рода Остафьевы служили Российскому Престолу дворянской службой в разных чинах и владели деревнями. Все сие доказывается справками Архивов и родословною книгой Московской губернии, в которой в 6-ю часть внесен род Остафьевых в число древнего дворянства».

## Известные представители XVI - XVII веков
Одни из первых упоминаний Остафьевых относятся к XVI веку. 
В 1540 году Пятой и Фёдор Клементьевичи владели поместьями в Тверском уезд.  В 1573 году опричниками Ивана Грозного числились: Малофей, Сергей и Василий Михайлович Остафьевы. Дмитрий и Никита Ивановичи были Тульскими помещиками в 1588 году. 
- Астафьев Дорофей Емельянович - воевода в Дедилове в 1627 - 1629 гг., тульский городовой дворянин в 1627 - 1629 годах, посол в Крыму в 1636 - 1638 годах, воевода в Перми в 1639 - 1641 годах, осадный голова в Туле в 1644 - 1646 годах[12];
- Астафьевы Денис Елизарьевич и Андрей Безсонович - арзамасские городские дворяне в 1629 г.;
- Астафьев Денис Дорофеевич - московский дворянин в 1636-165 гг., воевода в Острогожске в 1653-1654, воевода в Скопине в 1672-1673 годах[12];
- Астафьевы Федор Дорофеевич, Алексей Павлович, Дорофей Пятой, Ефим Васильевич, Никита Семенович, Петр Андреевич, Петр Васильевич Большой, Семен Денисович, Григорий Безсонович, Григорий Власьевич - московские дворяне в 1668 - 1695 годах[25];
- Астафьевы Иов и Максим Федоровичи, Афанасий Денисович, Никита Андреевич, Степан Григорьевич - стольники в 1686 - 1702 годах[12];
- Астафьевы Василий Денисович, Иван Федорович - стряпчие в 1676 - 1678 годах[25];
- Астафьевы Петр Васильевичи Большой и Меньшой, Афанасий Денисович - стольники царицы Натальи Кирилловны в 1676 г., стольники в 1677 - 1692 годах[25];
- Астафьев Иван - дьяк в 1677 году[25];
- Астафьев Павел Михайлович - думный дьяк при регентстве Царицы Софьи Алексеевны в 1683-1686 годах[25];
- Астафьев Родион Григорьевич - стольник, полуголова Московских стрельцов в 1674 году[15], от фамилии которого вероятно получили свое название подмосковная усадьба Остафьево и одноименное село[15].
- Астафьев Кирилл Максимович - стряпчий в 1692 году[12];

## Известные представители XVIII—XX веков
- Астафьев — поручик Либавского пехотного полка, убит в сражении при Смоленске с 4-7 августа 1812 года, его имя занесено на стену Храма Христа Спасителя.

- Астафьев — поручик Либавского пехотного полка, убит в сражении при Бородино 24-26 августа 1812 года, его имя занесено на стену Храма Христа Спасителя[26].
- Астафьев Александр Филиппович — полковник, командир Екатеринбургского пехотного полка (1826 год), член «Союза Благоденствия»[27];
- Астафьев Виктор Иванович — русский поэт, участник Польской кампании 1831 года;
- Астафьевы Алексей и Петр Рафаиловичи, Федор Григорьевич — уездные предводители дворянства в Нижегородской и Костромской губерниях[12];
- Астафьев Александр Григорьевич — прокурор Костромского наместничества (1781 г.)[28]
- Астафьев Владимир Иванович — бригадир, предводитель дворянства Ярославской губернии в 1784—1786 годах[12];
- Астафьев Михаил Иванович — генерал-лейтенант[29], государственный и военный деятель, губернатор Эриванской (1864—1868 гг.) и Оренбургской губерний (1878—1884 гг.)[30], наказной атаман Оренбургского казачьего войска[31].
- Астафьев Александр Иванович — генерал-майор, военный деятель и публицист, автор множества трудов о военном искусстве, а также собственных воспоминаний о Суворове (1857)[32][33].
- Астафьев Алексей Николаевич — генерал-лейтенант, меценат, Георгиевский кавалер, начальник 16-й пехотной дивизии в 1856—1863 годах;
- Астафьев Николай Алексеевич — генерал-майор, военный историк, был женат на княжне Елене Давидовне Чавчавадзе;
- Астафьев Пётр Евгеньевич — российский философ и публицистический деятель[34]. С 1885 года работал в Московском цензурном комитете[35]. Является автором множества трудов по философии и психологии.
- Астафьев Рафаил Фёдорович — действительный статский советник[36], деятель Главного управления уделов Министерства императорского двора, помощник управляющего Московским удельным округом в 1895—1900 годах, управляющий Вельским удельным округом Вологодской губернии в 1900—1912 года.[37][38]
- Астафьев Алексей Петрович — действительный статский советник, деятель Министерства иностранных дел, первый секретарь канцелярии министра в 1908—1912 годах, советник министра с 1912 года[12].

- Астафьев Александр Алексеевич — государственный и политический деятель, активный участник земства. В 1906 году был избран депутатом I Государственной думы Российской Империи, член фракции Октябристов[33]. После революции 1917 года эмигрировал в Югославию. С 1920 года жил во Франции. Умер в Ницце в 1932 году[39].